# Total Direct Énergie – sezóna 2019
Cyklistický tým Total Direct Energie navazuje na své cyklistické úspěchy, který získal od roku 1984, jako amatérský tým Système U a od roku 2000 jako profesionální tým Bonjour.

## Příprava sezóny 2019

### Financování týmu
Do dubna byla hlavním sponzorem týmu společnost Direct Energie. Tým je i nadále podporován radou departmentu Vendée, zdravotní pojišťovnou Harmonie Mutuelle a společností Akéna Vérandas. Počátkem dubna byl tým prodán společnosti Total, která změnila název na Total Direct Énergie. Spolu se změnou názvu došlo i ke změně designu dresů, které byly poprvé představeny na závodě Paříž-Roubaix. Změna sponzora by podle neoficiálních zpráv mohla vést ke zvýšení rozpočtu pro tým, který dosahuje přibližně 10 milionů eu.
Hlavním sponzorem, který na dresech při závodech pořádaných v Belgii, bude společnost Poweo.

### Sponzoři
- Total – nadnárodní francouzská společnost zaměřená na zpracování ropy[4]
- La Vendée – department ve Francii[5]
- Wilier Triestina – italský výrobce kol[6]
- Toyota – výrobce automobilů[7]
- Fleury Michon – dodavatel potravin[8]
- ADM VALUE – poskytovatel telefonních služeb[9]
- Pays de la Loire – region ve Francii[10]
- Primeo Energie – dodavatel energií[11]
- Nalini – výrobce sportovní dresů[12]
- Fast Forward Wheels – výrobce zapletených kol pro cyklistiku[13]
- Air France – letecká společnost[14]
- Finish Line – výrobce mazacích a čisticích prostředků[15]
- Giro Sport Design – výrobce ochranných přileb pro cyklistiku[16]
- Hutchinson – výrobce galusek, plášťů[17]
- INTERSPORT Switzerland AG – celosvětový prodejce sportovního oblečení a vybavení[18]
- Kontakt ProSport – výrobce pomůcek pro sportovní regeneraci[19]
- Ultimum – výrobce potravinových doplňků pro sport[20]
- LOOK Cycle – výrobce cyklistických pedálů[21]
- MX3 – výrobce sportovní výživy[22]
- Prologo – výrobce cyklistických sedel[23]
- ROKA – výrobce sportovních brýlí[24]
- St-Yorre – producent minerálních vod[25]
- Tacx – výrobce tréninkových kol, doplňků pro cyklistiku[26]
- VENTURA SOCKS – výrobce ponožek[27]
- LE CLUB DES PARTENAIRES S.A. VENDÉE CYCLISME – sportovní společnost[28]

### Změny v týmu
| Příchod                  | Sezona 2018                 |
| ------------------------ | --------------------------- |
| Niccolò Bonifazio (ITA)  | Bahrain-Merida              |
| Mathieu Burgaudeau (FRA) | Vendée U                    |
| Pim Ligthart (NLD)       | Roompot-Nederlandse Loterij |
| Niki Terpstra (NLD)      | Quick-Step Floors           |
| Anthony Turgis (FRA)     | Cofidis                     |

## Zajištění sezóny

### Kola
| Komponent           | Wilier Zero SLR                      | Turbine               |
|                     | kolo pro etapy                       | kolo pro časovky      |
| ------------------- | ------------------------------------ | --------------------- |
| Přední brzda        | Shimano Dura-Ace R9120, rotor 160mm  | Shimano Dura-Ace      |
| Zadní brzda         | Shimano Dura-Ace R9120, rotor 140mm  | Shimano Dura-Ace      |
| Řadící brzdové páky | Shimano Dura-Ace R9170               | Shimano Dura-Ace      |
| Přesmykovač         | Shimano Dura-Ace R9150               | Shimano Dura-Ace      |
| Přehazovačka        | Shimano Dura-Ace R9150               | Shimano Dura-Ace      |
| Kazeta              | Shimano Dura-Ace R9100, 11-28 zubů   | Shimano Dura-Ace      |
| Řetěz               | Shimano Dura-Ace R9100               | Shimano Dura-Ace      |
| Převodník           | Shimano Dura-Ace R9100               | Shimano Dura-Ace      |
|                     |                                      |                       |
| Kola                | FFWD F3D                             | FFWD                  |
| Obutí               | Hutchinson Racing Lab Pro Tour, 25mm | Hutchinson            |
|                     |                                      |                       |
| Řídítka             | Wilier Triestina Zero                |                       |
| Představec          | Wilier Triestina Zero                |                       |
| Sedlovka            | Wilier Triestina Zero                |                       |
| Omotávka            | Prologo One Touch                    |                       |
| Pedály              | Look Keo Blade Carbon                | Look Keo Blade Carbon |
| Sedlo               | Prologo Dimension with carbon rails  | Prologo Dimension     |
| Košík na bidon      | Tacx Ciro                            |                       |

### Oblečení
| dres   | tretry | helma                   | brýle | rukavice | ponožky       |
| ------ | ------ | ----------------------- | ----- | -------- | ------------- |
| Nalini | Giro   | Giro, model Aether MIPS | ROKA  | Nalini   | Ventura Socks |

### Výživa
| jídlo         | energetické tyčinky | energetické gely | výživa  | nápoje          | láhve na nápoje |
| ------------- | ------------------- | ---------------- | ------- | --------------- | --------------- |
| Fleury Michon | MX3                 | MX3              | Ultimum | St-Yorre (voda) | Tacx Deva       |

## Tým

### Závodní tým
Z 23 profesionálních závodníků bylo patnáct trénováno v týmu Vendée U, který je amatérským národním týmem, a přípravou pro profesionální tým.
| Týmová soupiska    | Týmová soupiska    | Týmová soupiska | Týmová soupiska                    |
| Cyklista           | Datum narození     | Stát            | Předchozí tým                      |
| ------------------ | ------------------ | --------------- | ---------------------------------- |
| Niccolò Bonifazio  | 29. října 1993     | Itálie          | Bahrain-Merida (2018)              |
| Thomas Boudat      | 24. února 1994     | Francie         | Vendée U (2014)                    |
| Mathieu Burgaudeau | 17. listopadu 1998 | Francie         | Vendée U (2018)                    |
| Lilian Calmejane   | 6. prosince 1992   | Francie         | Vendée U (2015)                    |
| Romain Cardis      | 12. srpna 1992     | Francie         | Vendée U (2015)                    |
| Jérôme Cousin      | 5. června 1989     | Francie         | Cofidis, Solutions Crédits (2017)  |
| Damien Gaudin      | 20. srpna 1986     | Francie         | Armée de terre (2017)              |
| Yohann Gène        | 25. června 1981    | Francie         | Vendée U-Pays de la Loire (2004)   |
| Fabien Grellier    | 31. října 1994     | Francie         | Vendée U (2015)                    |
| Jonathan Hivert    | 23. března 1985    | Francie         | Fortuneo-Vital Concept (2016)      |
| Axel Journiaux     | 20. května 1995    | Francie         | Vendée U (2017)                    |
| Pim Ligthart       | 16. června 1988    | Nizozemsko      | Roompot-Nederlandse Loterij (2018) |
| Bryan Nauleau      | 13. března 1988    | Francie         | Vendée U (2013)                    |
| Paul Ourselin      | 13. dubna 1994     | Francie         | Vendée U (2016)                    |
| Adrien Petit       | 26. září 1990      | Francie         | Cofidis, Solutions Crédits (2015)  |
| Alexandre Pichot   | 6. ledna 1983      | Francie         | Vendée U-Pays de la Loire (2005)   |
| Perrig Quémeneur   | 26. dubna 1984     | Francie         | Vendée U (2007)                    |
| Simon Sellier      | 4. ledna 1995      | Francie         | Vendée U (2017)                    |
| Romain Sicard      | 1. ledna 1988      | Francie         | Euskaltel Euskadi (2013)           |
| Rein Taaramäe      | 24. dubna 1987     | Estonsko        | Katusha-Alpecin (2017)             |
| Niki Terpstra      | 18. května 1984    | Nizozemsko      | Quick-Step Floors (2018)           |
| Angélo Tulik       | 2. prosince 1990   | Francie         | Vendée U (2011)                    |
| Anthony Turgis     | 16. května 1994    | Francie         | Cofidis, Solutions Crédits (2018)  |
| Zdroj:             |                    |                 |                                    |

### Manažer a sportovní ředitelé
| Pozice             | Jméno                | poznámka     |
| ------------------ | -------------------- | ------------ |
| manažer týmu       | Jean-René Bernaudeau | od roku 2005 |
| sportovní ředitelé | Lylian Lebreton      | od roku 2014 |
| sportovní ředitelé | Dominique Arnould    | od roku 2005 |
| sportovní ředitelé | Benoît Genauzeau     | od roku 2014 |
| sportovní ředitelé | Thibaut Macé         | od roku 2017 |

### Pomocný personál
| Pozice                  | Členové |
| ----------------------- | --- |
| Sportovní asistenti (7) | Alexandre Bousseau, Blaise Chauvière, Mathieu Claude, Valentin Gaudin, Rony Martias, Yannick Rebouilleau, Johan Molly                                                              |
| Mechanici (7)           | Olivier Bouhet, Vincent Bricheteau, Kevin Cherruault, Arnaud Labbe, Vincent Poulain, Nicolas Sourice, Kévin Desmedt                                                                |
| Lékaři (5)              | lékaři: Hubert Long, Louis Noisette ortopedi: Claude Legall, Thierry Pouget, Marc Rousseau                                                                                         |
| Kuchaři (3)             | Luc Bousseau, Patrick Laine, Christophe Pajaud |
| Administrativa (7)      | právník: Philippe Senmartin logistika: Hervé Bernaudeau, Nathalie Drillaud asistent: Ludivine You účetní: Anne-Marie Roy manažer: Corinne Souchet asistent manažera: Alice Paillat |
| Trenéři (2)             | silový trenér: Maxime Robin trenér: Alexis Loiseau |
| Komunikace (5)          | se sponzory: Martin Bertran, Marjorie Naudin video: Maxime Muller web: Dominique Lowe catering: Louise Nadobny                                                                     |

## Výsledky, vítězství a statistiky
Celkový výsledková listina účasti na závodech v roce 2019.

### Vítězství

#### Team Direct Énergie, do 10. dubna
|     | Datum      | Závod                                                               | Země             | Třída | Závodník                | Umístění                             |
| --- | ---------- | ------------------------------------------------------------------- | ---------------- | ----- | ----------------------- | ------------------------------------ |
| 1.  | 21. leden  | Tropicale Amissa Bongo, 14. ročník                                  | Gabon (GAB)      | 2.1   | Niccolò Bonifazio (ITA) | vítězství v 1. etapě                 |
| 2.  | 22. leden  | Tropicale Amissa Bongo, 14. ročník                                  | Gabon (GAB)      | 2.1   | Niccolò Bonifazio (ITA) | vítězství v 2. etapě                 |
| 3.  | 25. leden  | Tropicale Amissa Bongo, 14. ročník                                  | Gabon (GAB)      | 2.1   | Niccolò Bonifazio (ITA) | vítězství v 5. etapě                 |
| 4.  | 27. leden  | Tropicale Amissa Bongo, 14. ročník                                  | Gabon (GAB)      | 2.1   | Niccolò Bonifazio (ITA) | celkové vítězství a získáni trikotů: |
| 5.  | 3. únor    | Grand Prix La Marseillaise, 40. ročník                              | Francie (FRA)    | 1.1.  | Anthony Turgis (FRA)    | 1. místo                             |
| 6.  | 2. březen  | Faun Environnement - Classic de l'Ardèche Rhône Crussol, 19. ročník | Francie (FRA)    | 1.1   | Lilian Calmejane (FRA)  | 1. místo                             |
| 7.  | 3. březen  | Tour du Rwanda, 11. ročník                                          | Rwanda (RWA)     | 2.1   | Rein Taaramäe (EST)     | 2. místo                             |
| 8.  | 3. březen  | Kuurne-Bruxelles-Kuurne, 71. ročník                                 | Belgie (BEL)     | 1.HC  | Niki Terpstra (FRA)     | 3. místo                             |
| 9.  | 5. březen  | Le Samyn, 51. Ročník                                                | Belgie (BEL)     | 1.1   | Niki Terpstra (FRA)     | 3. místo                             |
| 10. | 17. březen | Ronde van Drenthe, 57. ročník                                       | Nizozemsko (NED) | 1.HC  | Pim Ligthart (NLD)      | 1. místo                             |
| 11. | 31. březen | Cholet - Pays de la Loire                                           | Francie (FRA)    | 1.1   | Thomas Boudat (FRA)     | 3. místo                             |
| 12. | 3. duben   | Dwars door Vlaanderen - A travers la Flandre, 74. ročník            | Belgie (BEL)     | 1.UWT | Anthony Turgis (FRA)    | 2. místo                             |
| 13. | 6. duben   | Grand Prix Miguel Indurain, 22. ročník                              | Španělsko (ESP)  | 1.1   | Jonathan Hivert (FRA)   | 1. místo                             |

#### Total Direct Énergie, od 11. dubna
|     | Datum      | Závod                                                | Země            | Třída | Závodník                | Umístění             |
| --- | ---------- | ---------------------------------------------------- | --------------- | ----- | ----------------------- | -------------------- |
| 14. | 27. duben  | Vuelta a Castilla y Leon, 34. ročník                 | Španělsko (ESP) | 2.1   | Jérôme Cousin (FRA)     | 3. místo             |
| 15. | 10. květen | Vuelta Ciclista Comunidad de Madrid, 33. ročník      | Španělsko (ESP) | 2.1   | Niccolò Bonifazio (ITA) | vítězství v 1. etapě |
| 16. | 18. květen | Vuelta Aragón, 44. ročník                            | Španělsko (ESP) | 2.1   | Jonathan Hivert (FRA)   | vítězství v 2. etapě |
| 17. | 19. květen | Vuelta Aragón, 44. ročník                            | Španělsko (ESP) | 2.1   | Rein Taaramäe (EST)     | 3. místo             |
| 18. | 26. květen | Tour de l'Ain                                        | Francie (FRA)   | 2.1   | Rein Taaramäe (EST)     | 3. místo             |
| 19. | 30. květen | Circuit de Wallonie                                  | Belgie (BEL)    | 1.1   | Thomas Boudat (FRA)     | 1. místo             |
| 20. | 17. červen | Mont Ventoux Dénivelé Challenge, 1. ročník           | Francie (FRA)   | 1.1   | Rein Taaramäe (EST)     | 3. místo             |
| 21. | 21. červen | Dwars door het Hageland                              | Belgie (BEL)    | 1.1   | Niki Terpstra (FRA)     | 2. místo             |
| 22. | 18. srpen  | La Poly Normande                                     | Francie (FRA)   | 1.1   | Valentin Ferron (FRA)   | 2. místo             |
| 23. | 24. srpen  | Tour du Limousin (Nouvelle Aquitaine)                | Francie (FRA)   | 2.1   | Lilian Calmejane (FRA)  | 2. místo             |
| 24. | 30. srpen  | Tour Poitou-Charentes (Nouvelle Aquitaine)           | Francie (FRA)   | 2.1   | Niki Terpstra (FRA)     | 3. místo             |
| 25. | 31. srpen  | Omloop Mandel-Leie-Schelde Meulebeke, 74. ročník     | Belgie (BEL)    | 2.1   | Niccolò Bonifazio (ITA) | 1. místo             |
| 26. | 1. září    | Grote Prijs Jef Scherens - Rondom Leuven, 53. ročník | Belgie (BEL)    | 1.1   | Niccolò Bonifazio (ITA) | 1. místo             |
| 27. | 29. září   | Paris-Chauny (klasika)                               | Francie (FRA)   | 1.1   | Anthony Turgis (FRA)    | 1. místo             |
| 28. | 13. říjen  | Paris - Tours Elite, 113. ročník                     | Francie (FRA)   | 1.HC  | Niki Terpstra (FRA)     | 2. místo             |

### Výsledky na hlavních závodech
Následující tabulky prezentují výsledky týmu v hlavních závodech mezinárodního cyklistického kalendáře (pět hlavních klasik a tři grand tour).

#### Klasiky
| Klasika            | Milan-San Remo                | Tour des Flandres             | Paris-Roubaix                 | Liège-Bastogne-Liège          | Tour de Lombardie          |
| ------------------ | ----------------------------- | ----------------------------- | ----------------------------- | ----------------------------- | -------------------------- |
| česky název        | Milán – San Remo              | Kolem Flander                 | Paříž – Roubaix ročník 2019   | Lutych – Bastogne – Lutych    | Giro di Lombardia          |
| termín pořádání    | 23. březen                    | 7. duben                      | 14. duben                     | 28. duben                     | 12. říjen                  |
| závodník, umístění | Lilian Calmejane (FRA); 38.   | Damien Gaudin (FRA); 23.      | Adrien Petit (FRA); 15.       | Romain Sicard (FRA); 93.      | Team se závodu neúčastnil. |
|                    | Anthony Turgis (FRA); 41.     | Adrien Petit (FRA); 26.       | Anthony Turgis (FRA); 18.     |                               |                            |
|                    | Niki Terpstra (FRA); 56.      | Lilian Calmejane (FRA); 40.   | Alexandre Pichot (FRA); 92.   |                               |                            |
|                    | Jérôme Cousin (FRA); 130.     | Alexandre Pichot (FRA); 89.   |                               |                               |                            |
|                    | Niccolò Bonifazio (ITA); 131. | Anthony Turgis (FRA); 97.     |                               |                               |                            |
|                    | Paul Ourselin (FRA); 156.     |                               |                               |                               |                            |
|                    | Fabien Grellier (FRA); 159.   |                               |                               |                               |                            |
|                    | z 168. kvalifikovaných v cíli | z 125. kvalifikovaných v cíli | z 100. kvalifikovaných v cíli | z 101. kvalifikovaných v cíli |                            |
| DNF                |                               | Pim Ligthart (NLD)            | Romain Cardis (FRA)           | Jonathan Hivert (FRA)         |                            |
|                    |                               | Niki Terpstra (FRA)           | Yohann Gène (FRA)             | Fabien Grellier (FRA)         |                            |
|                    |                               |                               | Pim Ligthart (NLD)            | Angelo Tulik (FRA)            |                            |
|                    |                               |                               | Damien Gaudin (FRA)           | Lilian Calmejane (FRA)        |                            |
|                    |                               |                               |                               | Paul Ourselin (FRA)           |                            |
|                    |                               |                               |                               | Bryan Nauleau (FRA)           |                            |

#### Závody Grand Tour

##### Giro d'Italia
Organizátoři Giro d'Italia 2019 nepozvali tým k účasti v závodě, místo tohoto týmu bude startovat tým Israel Cycling Academy.

##### Tour de France (individuální a týmové výsledky)
| Tour de France   | Tour de France   | Tour de France                   | Tour de France              | Tour de France              | Tour de France              | Tour de France              | Tour de France                       | Tour de France                       | Tour de France                       | Tour de France                       | Tour de France | Tour de France | Tour de France |
| etapa            | datum            | start – cíl                      | individuální pořadí v etapě | individuální pořadí v etapě | individuální pořadí v etapě | individuální pořadí v etapě | celkové individuální pořadí v závodě | celkové individuální pořadí v závodě | celkové individuální pořadí v závodě | celkové individuální pořadí v závodě | umístění týmu  | umístění týmu  | umístění týmu  |
| etapa            | datum            | start – cíl                      | závodník                    | p.                          | čas 1.                      | čas na 1.                   | závodník                             | p.                                   | čas 1.                               | čas na 1.                            | p.             | čas 1.         | čas na 1.      |
| ---------------- | ---------------- | -------------------------------- | --------------------------- | --------------------------- | --------------------------- | --------------------------- | ------------------------------------ | ------------------------------------ | ------------------------------------ | ------------------------------------ | -------------- | -------------- | -------------- |
| 1.               | 6.7.             | Brusel – Brusel                  | 172 Niccolò Bonifazio (ITA) | 37.                         | 4:22:47                     | + 0:00:00                   | 172 Niccolò Bonifazio (ITA)          | 37.                                  | 4:22:37                              | + 0:00:10                            | 16.            | 13:08:21       | + 0:00:10      |
| 2.               | 7.7.             | Brusel – Brusel                  | 177 Niki Terpstra (NLD)     | 153.                        | 0:28:57                     | + 0:01:42                   | 171 Lilian Calmejane (FRA)           | 119.                                 | 4:51:34                              | + 0:01:52                            | 20.            | 15:04:09       | + 0:06:48      |
| 3.               | 8.7.             | Binche – Épernay                 | 176 Rein Taaramäe (EST)     | 47.                         | 4:40:29                     | + 0:00:31                   | 176 Rein Taaramäe (EST)              | 55.                                  | 9:32:19                              | + 0:02:07                            | 22.            | 29:07:04       | + 0:24:43      |
| 4.               | 9.7.             | Remeš – Nancy                    | 172 Niccolò Bonifazio (ITA) | 13.                         | 5:09:20                     | + 0:00:00                   | 176 Rein Taaramäe (EST)              | 50.                                  | 14:41:39                             | + 0:02:07                            | 22.            | 44:35:04       | + 0:24:43      |
| 5.               | 10.7.            | Saint-Dié-des-Vosges – Colmar    | 176 Rein Taaramäe (EST)     | 60.                         | 4:02:33                     | + 0:00:00                   | 176 Rein Taaramäe (EST)              | 49.                                  | 18:44:12                             | + 0:02:07                            | 19.            | 56:42:43       | + 0:32:24      |
| 6.               | 11.7.            | Mylhúzy – Planina krásných dívek | 173 Fabien Grellier (FRA)   | 41.                         | 4:29:03                     | + 0:09:09                   | 176 Rein Taaramäe (EST)              | 36.                                  | 23:14:55                             | + 0:10:03                            | 21.            | 70:19:27       | + 1:01:36      |
| 7.               | 12.7.            | Belfort – Chalon-sur-Saône       | 172 Niccolò Bonifazio (ITA) | 18.                         | 6:02:44                     | + 0:00:00                   | 176 Rein Taaramäe (EST)              | 35.                                  | 29:17:39                             | + 0:10:03                            | 21.            | 88:27:39       | + 1:02:20      |
| 8.               | 13.7.            | Mâcon – Saint-Étienne            | 176 Rein Taaramäe (EST)     | 40.                         | 5:00:17                     | + 0:03:27                   | 176 Rein Taaramäe (EST)              | 31.                                  | 34:17:59                             | + 0:13:27                            | 21.            | 103:29:48      | + 1:43:55      |
| 9.               | 14.7.            | Saint-Étienne – Brioude          | 175 Romain Sicard (FRA)     | 12.                         | 4:03:12                     | + 0:02:46                   | 176 Rein Taaramäe (EST)              | 34.                                  | 38:37:36                             | + 0:13:27                            | 21.            | 116:12:24      | + 1:49:09      |
| 10.              | 15.7.            | Saint-Flour – Albi               | 178 Anthony Turgis (FRA)    | 29.                         | 4:49:39                     | + 0:00:10                   | 176 Rein Taaramäe (EST)              | 39.                                  | 43:27:15                             | + 0:23:08                            | 21.            | 130:45:20      | + 2:04:42      |
| 11.              | 17.7.            | Albi – Toulouse                  | 172 Niccolò Bonifazio (ITA) | 12.                         | 3:51:26                     | + 0:00:00                   | 176 Rein Taaramäe (EST)              | 38.                                  | 47:18:41                             | + 0:23:08                            | 21.            | 142:19:38      | + 2:06:59      |
| 12.              | 18.7.            | Toulouse – Bagnères-de-Bigorre   | 176 Rein Taaramäe (EST)     | 74.                         | 4:57:53                     | + 0:09:35                   | 176 Rein Taaramäe (EST)              | 39.                                  | 52:26:09                             | + 0:23:08                            | 21.            | 157:27:18      | + 2:21:43      |
| 13.              | 19.7.            | Pau – Pau                        | 175 Romain Sicard (FRA)     | 78.                         | 0:35:00                     | + 0:03:44                   | 176 Rein Taaramäe (EST)              | 37.                                  | 53:01:09                             | + 0:27:07                            | 21.            | 159:16:27      | + 2:28:59      |
| 14.              | 20.7.            | Tarbes – Tourmalet               | 171 Lilian Calmejane (FRA)  | 42.                         | 3:10:20                     | + 0:14:10                   | 176 Rein Taaramäe (EST)              | 42.                                  | 56:11:29                             | + 0:47:26                            | 21.            | 169:02:15      | + 3:04:16      |
| 15.              | 21.7.            | Limoux – Foix                    | 173 Fabien Grellier (FRA)   | 40.                         | 4:47:04                     | + 0:13:53                   | 176 Rein Taaramäe (EST)              | 48.                                  | 61:00:22                             | + 1:12:25                            | 21.            | 183:28:20      | + 3:59:19      |
| 16.              | 23.7.            | Nîmes – Nîmes                    | 172 Niccolò Bonifazio (ITA) | 5.                          | 3:57:08                     | + 0:00:00                   | 176 Rein Taaramäe (EST)              | 47.                                  | 64:57:30                             | + 1:13:47                            | 21.            | 195:19:44      | + 4:00:34      |
| 17.              | 24.7.            | Pont du Gard – Gap               | 176 Rein Taaramäe (EST)     | 77.                         | 4:21:36                     | + 0:20:10                   | 176 Rein Taaramäe (EST)              | 50.                                  | 69:39:16                             | + 1:13:47                            | 21.            | 208:59:41      | + 4:32:19      |
| 18.              | 25.7.            | Embrun – Valloire                | 174 Paul Ourselin (FRA)     | 43.                         | 5:34:15                     | + 0:20:47                   | 176 Rein Taaramäe (EST)              | 59.                                  | 75:18:49                             | + 1:43:20                            | 21.            | 226:02:13      | + 5:32:22      |
| 19.              | 26.7.            | Saint-Jean-de-Maurienne – Tignes | bez vítěze                  | –                           | –                           | –                           | 176 Rein Taaramäe (EST)              | 69.                                  | 78:00:42                             | + 2:07:21                            | 21.            | 234:09:23      | + 6:36:01      |
| 20.              | 27.7.            | Albertville – Val Thorens        | 175 Romain Sicard (FRA)     | 37.                         | 1:51:53                     | + 0:05:20                   | 176 Rein Taaramäe (EST)              | 66.                                  | 79:52:52                             | + 2:14:18                            | 21.            | 239:45:51      | + 7:00:04      |
| 21.              | 28.7.            | Rambouillet – Paříž              | 172 Niccolò Bonifazio (ITA) | 3.                          | 3:04:08                     | + 0:00:00                   | 176 Rein Taaramäe (EST)              | 66.                                  | 82:57:00                             | + 2:15:42                            | 21.            | 248:58:15      | + 7:00:33      |
| Celkové umístění | Celkové umístění | Celkové umístění                 | Celkové umístění            | Celkové umístění            | Celkové umístění            | Celkové umístění            | 176 Rein Taaramäe (EST)              | 66.                                  | 85:12:42                             | + 2:15:42                            | 21.            | 255:58:48      | 07:00:33       |

##### Tour de France (etapy)
- 1. etapa: Ihned po odstartování první etapy závodu byl v čele pelotonu Paul Ourselin.
- 3. etapa: Do úniku se dostal Paul Ourselin, spolu s Timem Wellensem (Lotto Soudal), Anthonym Delaplacem (Team Arkéa Samsic), Yoannem Offredem (Wanty - Gobert Cycling Team) a Stephanem Rossettem (Cofidis, Solutions Crédits).[67][68]
- 4. etapa: Při dojezdu do Nancy se vydal 11 km před cílem do úniku Lilian Calmejane, pelotonem byl dojet 6,2 km před cílem.[69]
- 5. etapa: Krátce po startu etapy se rozpoutal boj o únik. Zkusil to Thomas De Gendt, Oliver Naesen, Ben King, Lilian Calmejane a Jasper Stuyven.[70]
- 6. etapa: Do úniku se dostal Fabien Grellier, spolu s Benoît Cosnefroy (AG2R La Mondiale), Dylan Teuns (Bahrain Merida), Serge Pauwels (CCC Team), Julien Bernard, Giulio Ciccone (oba Trek-Segafredo), Nikias Arndt (Team Sunweb), Natnael Berhane (Cofidis, Solutions Crédits), Thomas De Gendt, Tim Wellens (oba Lotto Soudal), Nils Politt (Team Katusha Alpecin), Xandro Meurisse, Andrea Pasqualon (oba Wanty - Gobert Cycling Team) a André Greipel (Team Arkéa Samsic). Část tohoto týmu byla dojeta před stoupáním na Col des Chevrères.[71]
- 7: etapa: Niccolò Bonifazio byl součásti skupiny cyklistů, kteří byli v úniku.
- 8. etapa: Niki Terpstra byl součásti skupiny (Thomas De Gendt, Alessandro de Marchi, Ben King), která měla v této etapě 5 minutový náskok.[72] On a Ben King byli dojeti 30 km před cílem.
- 9. etapa: Romain Sicard se dostal do úniku spolu s dalšími závodníky: Daryl Impey (Mitchelton-Scott), Tiesj Benoot (Lotto Soudal), Jasper Stuyven (Trek-Segafredo), Oliver Naesen (AG2R La Mondiale), Anthony Delaplace (Team Arkéa Samsic), Edvald Boasson Hagen (Team Dimension Data), Jan Tratnik a Iván García (oba Bahrain Merida), Jesus Herrada (Cofidis, Solutions Crédits), Nicolas Roche (Team Sunweb), Lukas Pöstlberger (BORA - hansgrohe), Tony Martin (Team Jumbo-Visma), Simon Clarke (EF Education First) a Marc Soler (Movistar Team). Náskok skupiny narostl na více než 16 minut. Skupina dojela do cíle zhruba 5 minut před pelotonem.[73]
- 10. etapa: Do úniku se vydal Anthony Turgis, spolu s Tony Gallopin (AG2R La Mondiale), Michael Schär (CCC Team), Natnael Berhane (Cofidis, Solutions Crédits).
- 11. etapa: V úniku byl Lilian Calmejane.[74] Do pádu po 137 km se připletl Niki Terpstra,[75] který ze závodu pro dvojitou zlomeninu lopatky odstoupil.[76] V závěrečném sprintu byl Niccolo Bonifazio na třetí pozici, hned za Calebem Ewanem (Lotto Soudal). Ve sprintu jej tvrdě zasáhla ruka diváka, který natáčel dojezd na mobilní telefon. Nakonec skončil na 12. místě.[77]
- 12. etapa: Do úniku se dostal Lilian Calmejane. Ten se vytvořil až po 50 kilometrech závodu a pustilo se do něj 40 závodníků. Po prémii v Bagnères-de-Luchon se vzdálil Sonny Colbrelli (Bahrain Merida), kterého vystřídal Lilian Calmejane, ten vyjel až k vrcholu Col de Peyresourde, kde byl přespurtován Timem Wellensem (Lotto Soudal).[78]
- 14. etapa: V úniku byli Romain Sicard a Lilian Calmejane.[79]
- 15. etapa: V úniku byl Romain Sicard.[80]
- 16. etapa: Ve skupině úniku, který vznikl zhruba po pěti kilometrech byl Paul Ourselin. Tato skupina byla dojeta 2,5 km před cílem.[81] Hned za Peterem Saganem do cíle dospurtoval Niccolò Bonifazio.[81]
- 17. etapa: Při pronásledování úniku, v hlavní poli mezi dalšími 23 závodníky udávali tempo členové týmu TDE. Úniková skupina měla větší tempo. Pronásledování bylo zastaveno.[82]
- 21. etapa: V závěrečném spurtu byl na druhém místě Niccolò Bonifazio, ale těsně před cílem se propadl na 3. místo.[83][84]

##### Tour de France (galerie)

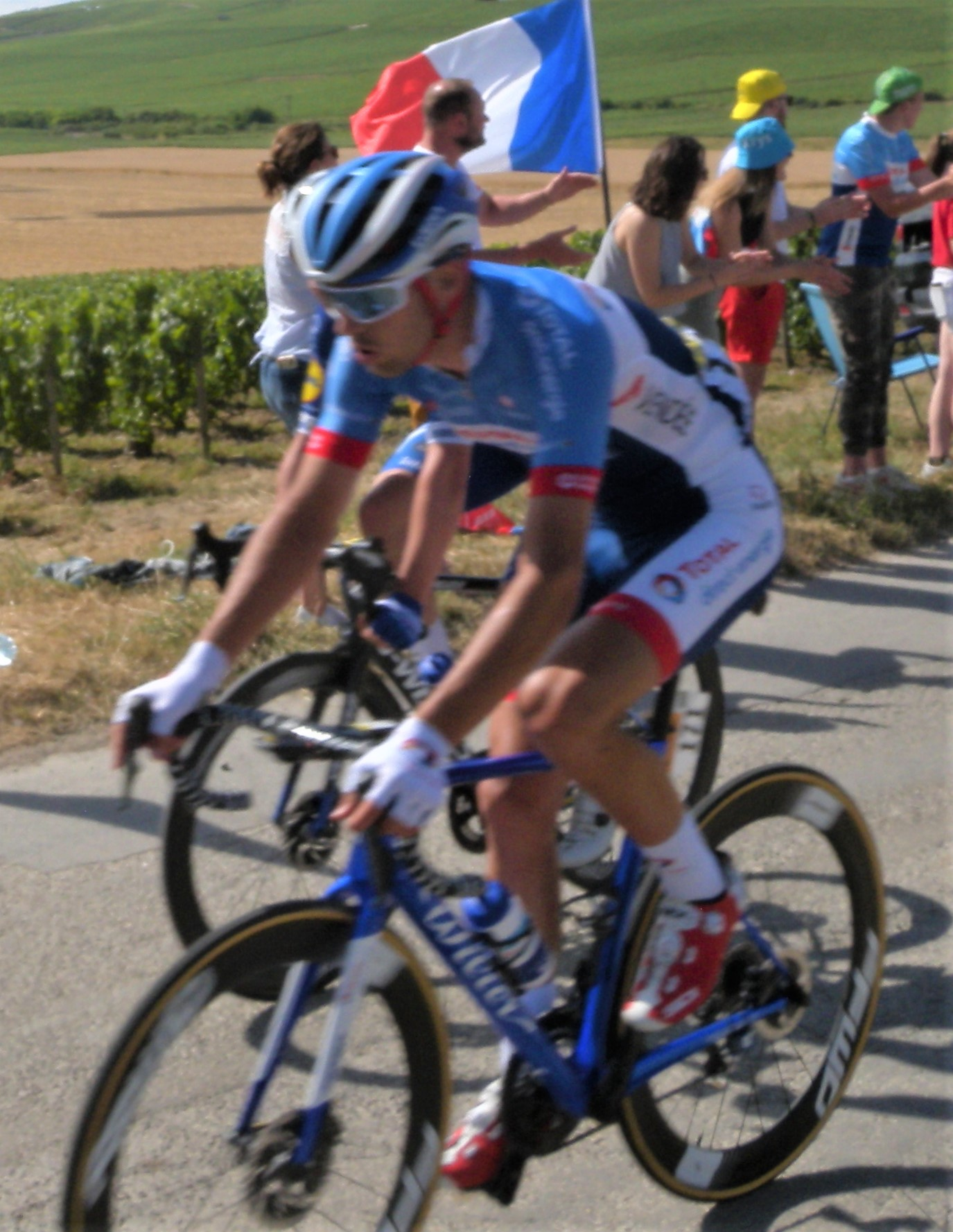
3. etapa: Lilian Calmejane na vinicích v Šampaňském (Champagne)
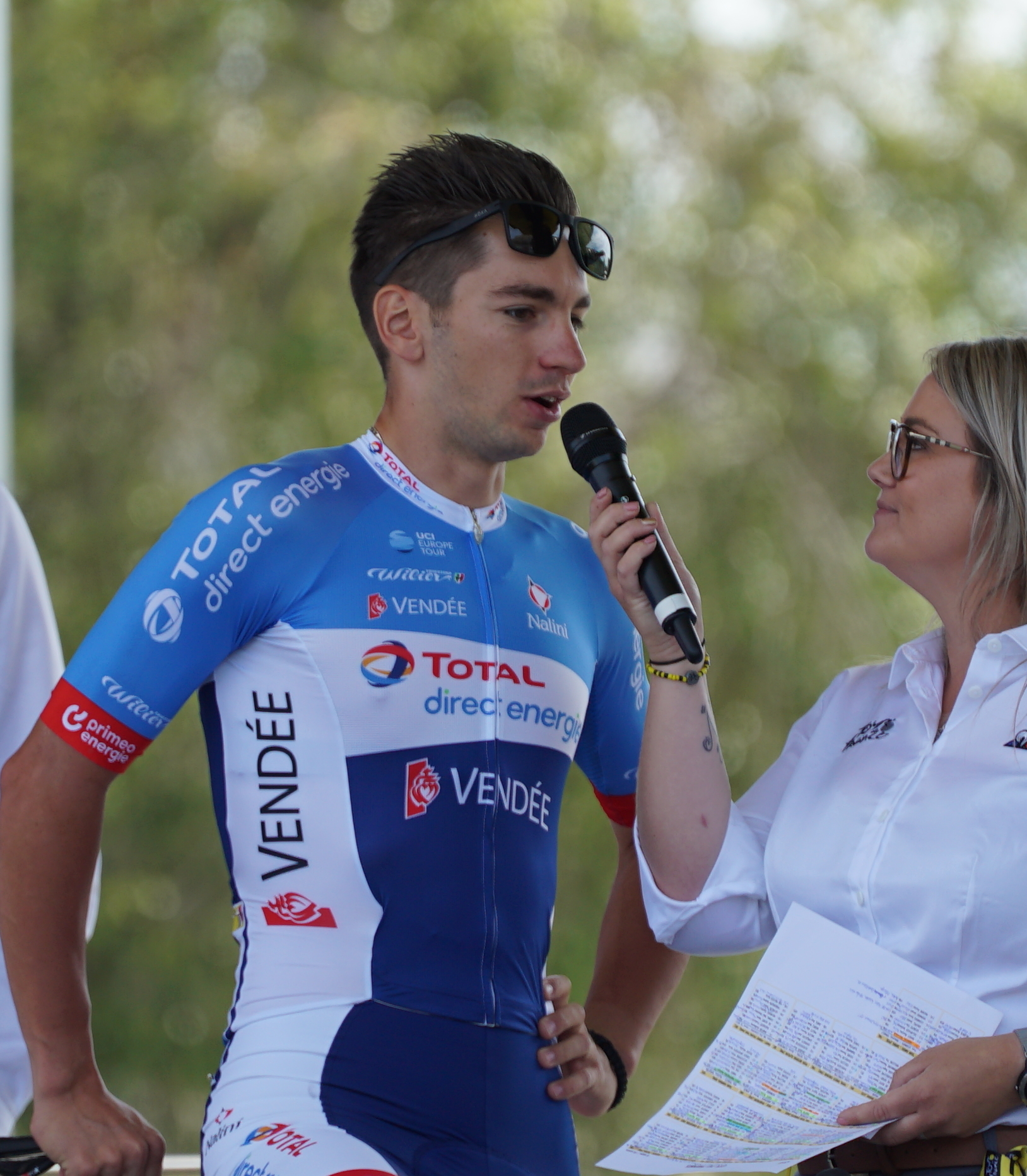
4. etapa: Anthony Turgis, Remeš
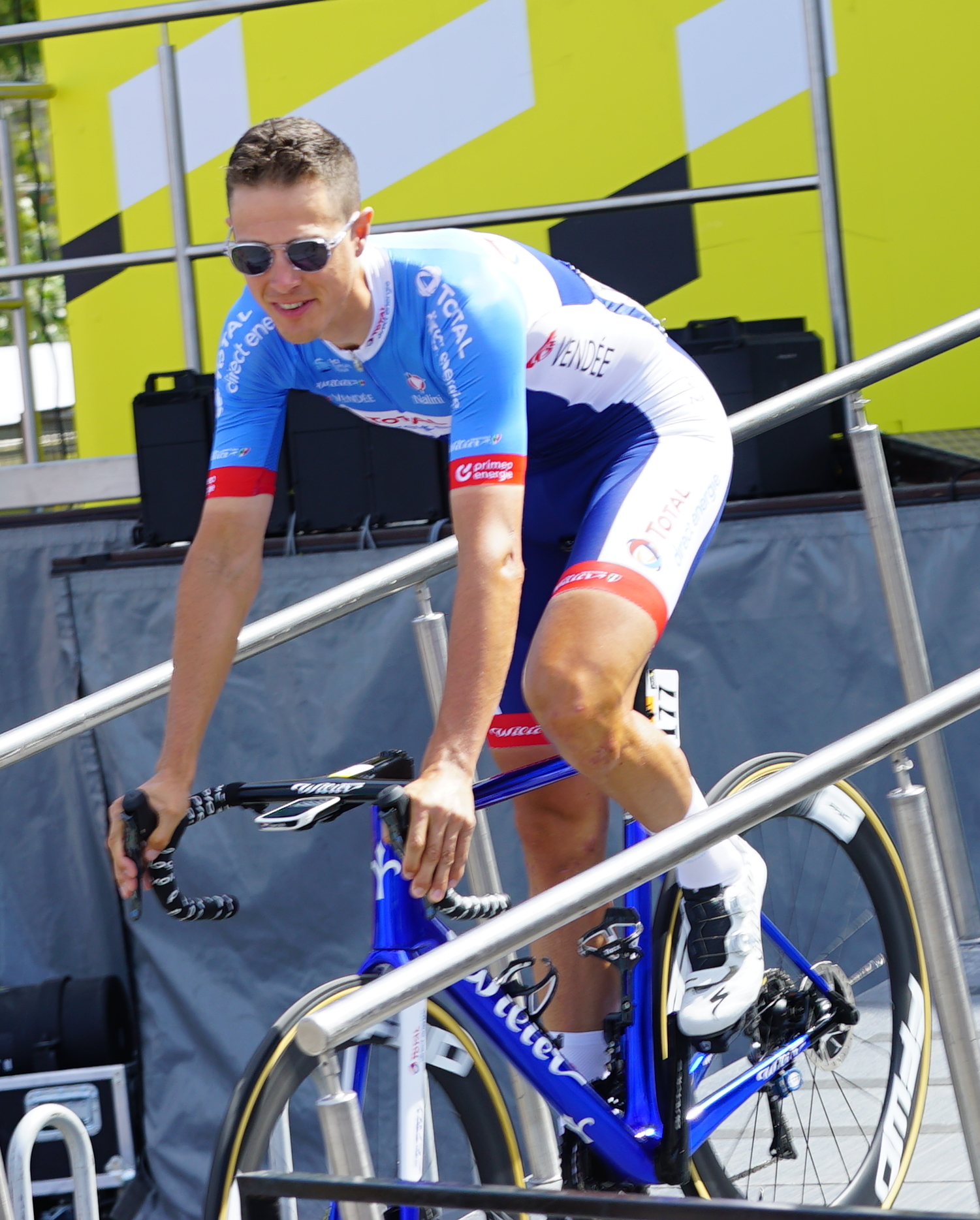
4. etapa: Niki Terpstra, Remeš
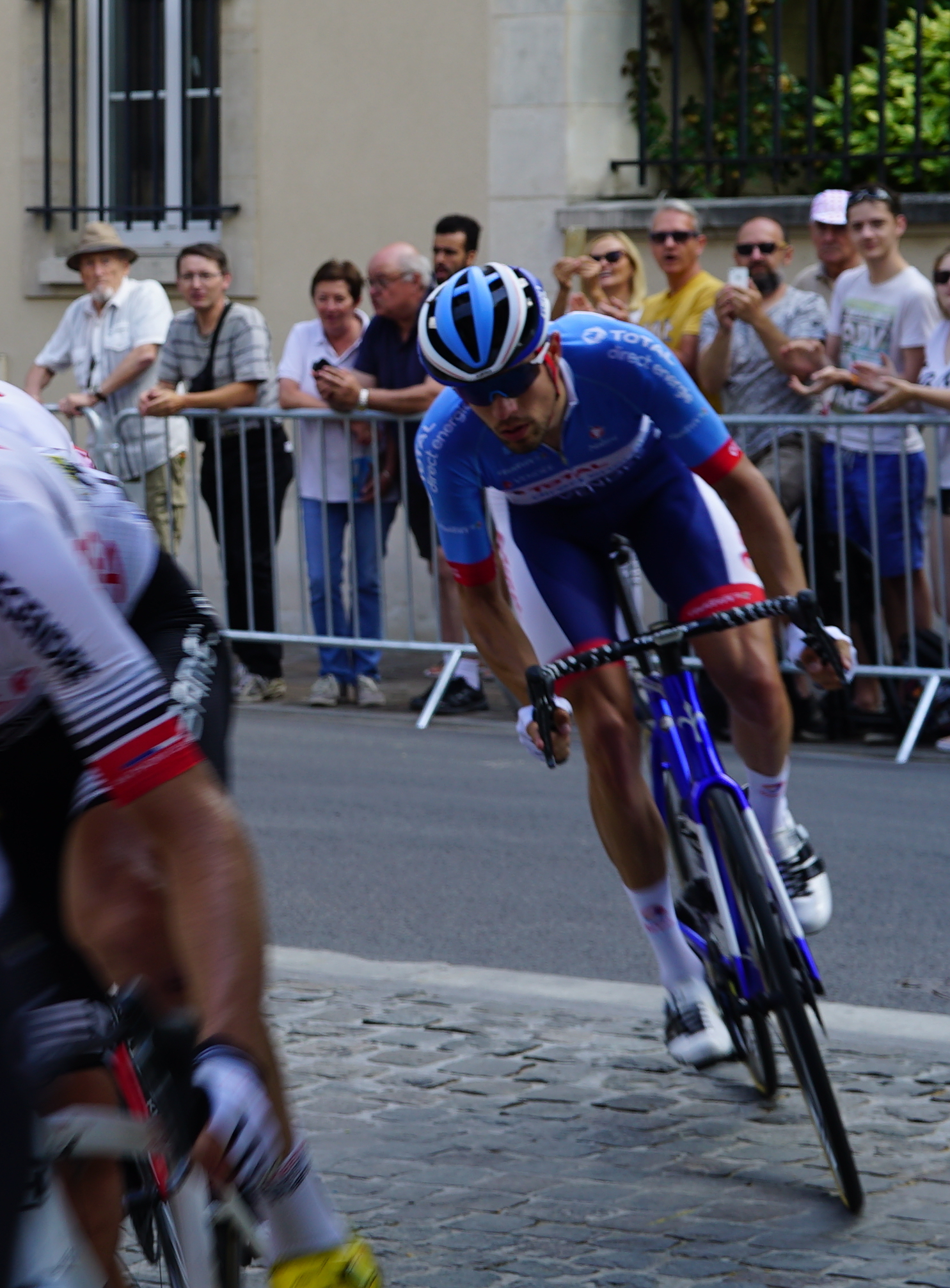
4. etapa: Paul Ourselin, Průjezd Remešem po třídě Cardinal de Lorraine na náměstí Luçon
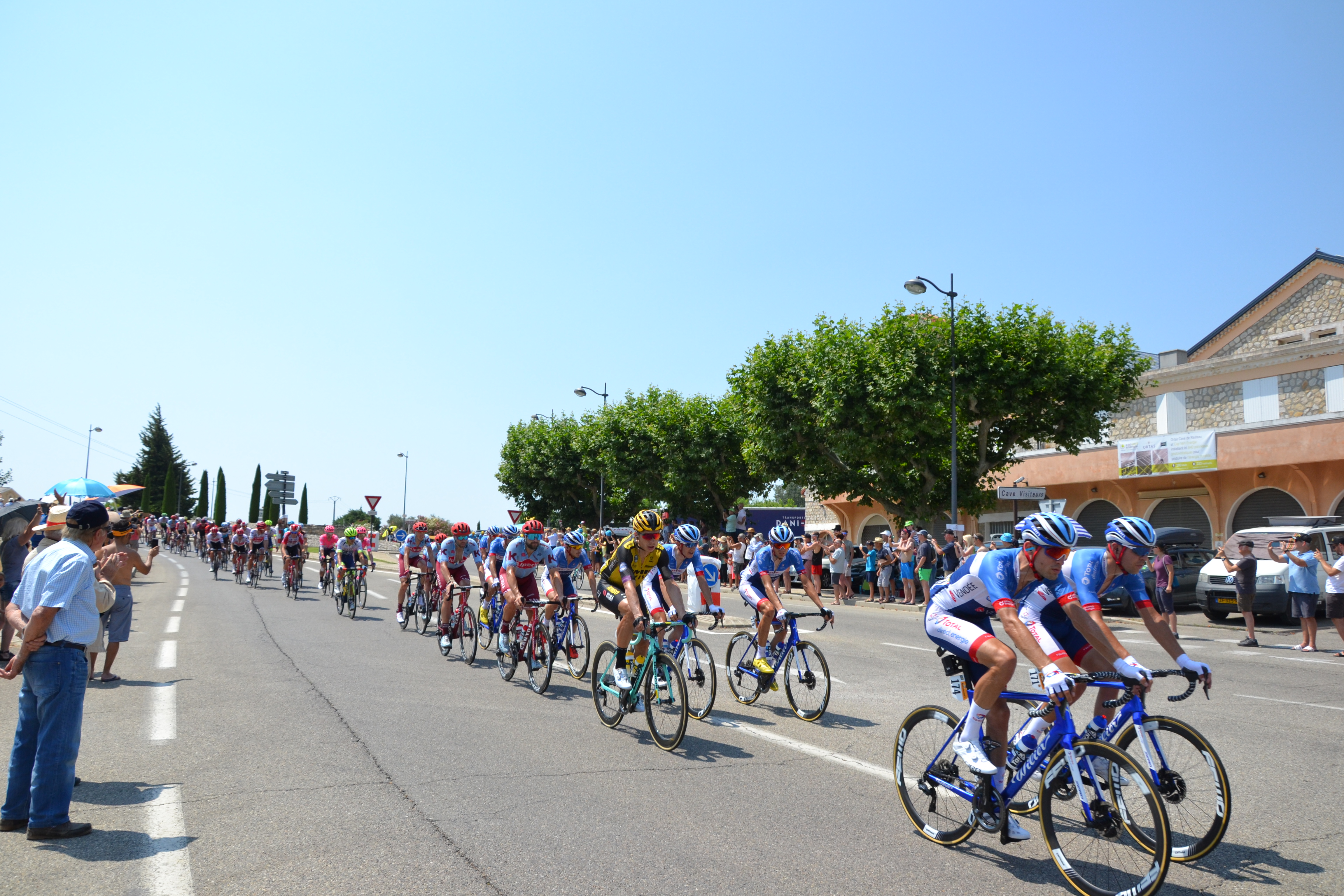
11. etapa: Průjezd městem Rasteau, department Vaucluse, region Provence-Alpes-Côte d'Azur
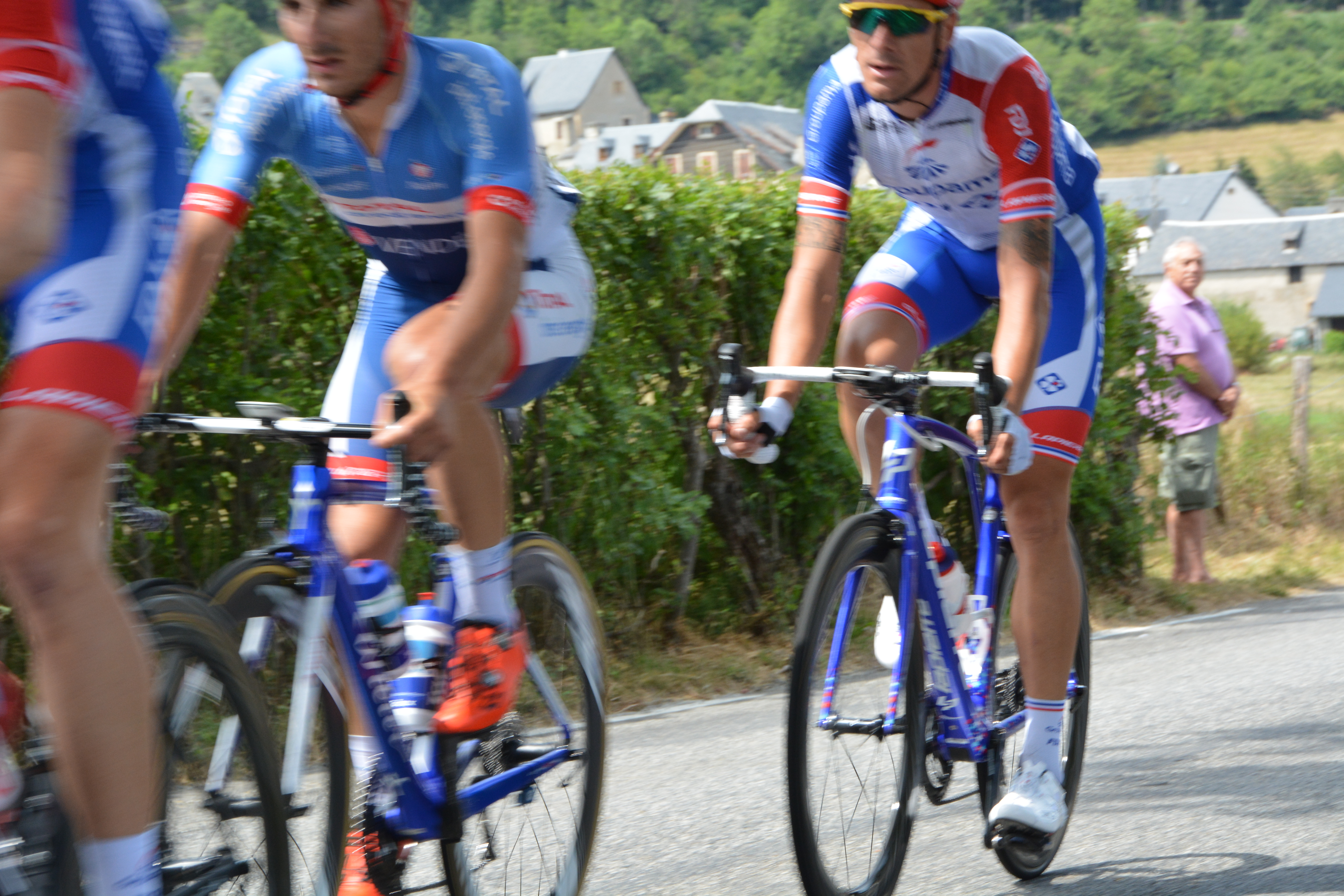
12. etapa: Z Toulouse do Bagnères-de-Bigorre.
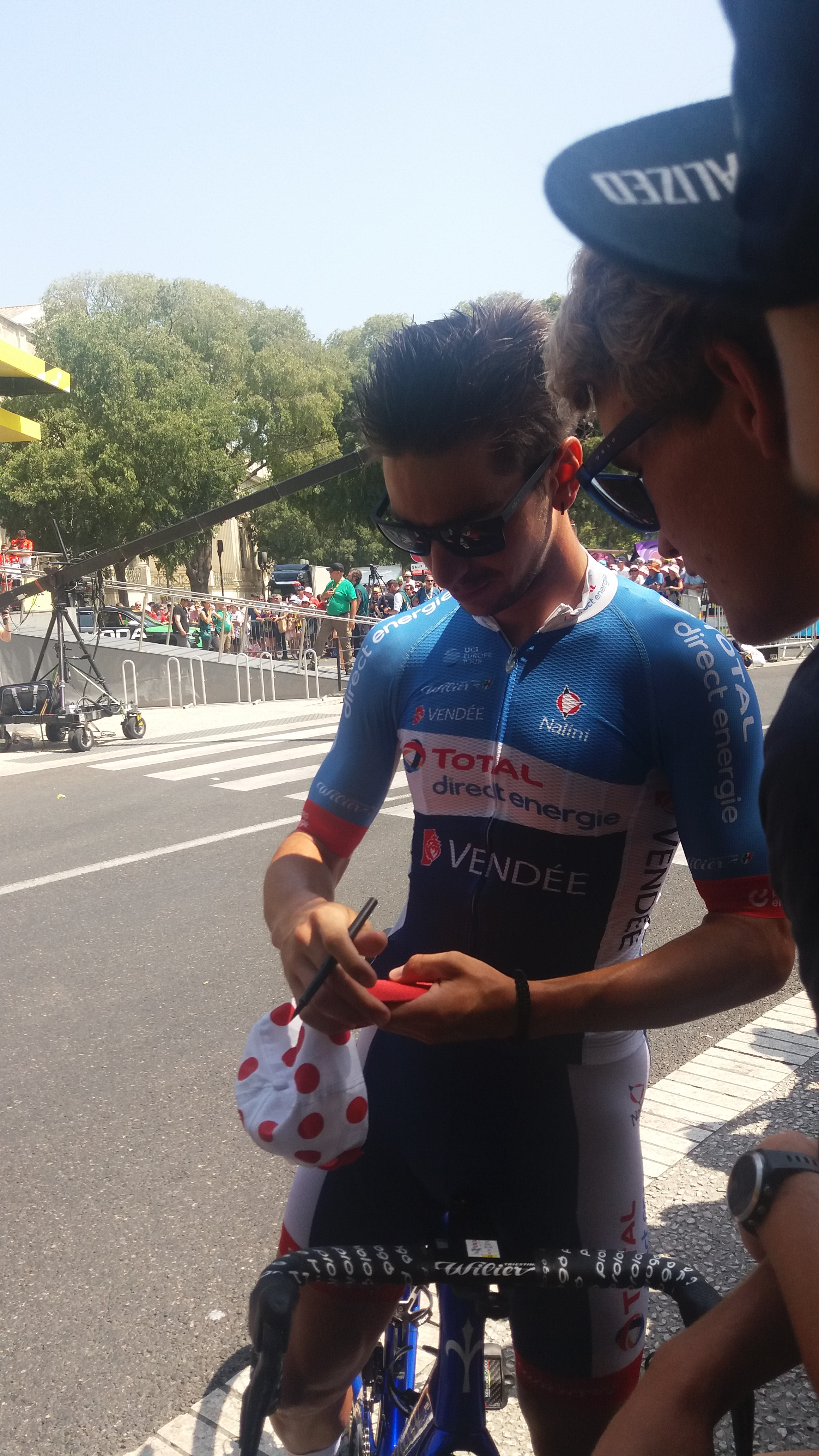
16. etapa: Start v Nîmes

##### Vuelta a España
Organizátoři Vuelta a España 2019 nepozvali tým k účasti v závodě.

### UCI klasifikace
V rámci UCI v Europe Tour Ranking, v klasifikaci týmů (anglicky Team Ranking) se tým Total Direct Energie umístil na 3. místě s 4591.45 body.